# Bah Jambi II
Bah Jambi II is een bestuurslaag in het regentschap Simalungun van de provincie Noord-Sumatra, Indonesië. Bah Jambi II telt 1786 inwoners (volkstelling 2010).